# Anoura geoffroyi
Anoura geoffroyi là một loài động vật có vú trong họ Dơi mũi lá, bộ Dơi. Loài này được Gray mô tả năm 1838.

## Phân bố và môi trường sống
Anoura geoffroyi sống ở miền bắc Mexico, hầu hết Trung Mỹ, miền bắc Nam Mỹ, và qua Peru tới các phần của Bolivia và Brazil tới miền nam lưu vực Amazon. Nó cũng được báo cáo xuất hiện ở Trinidad và Grenada. Loài dơi này sống ở vùng rừng gỗ có độ cao từ 400 và 2.500 m (1.300 và 8.200 ft), cả rừng thông và sồi, rừng xương mù, cerrado, và đất nông nghiệp.
Ba phân loài hiện được công nhận:
- A. g. geoffroyi — Bolivia, Brazil, đông Colombia, Venezuela, The Guianas
- A. g. lasiopyga — Mexico, Trung Mỹ, tây Colombia, Ecuador
- A. g. peruana — Peru